# Morikawa Jyoji
Jyoji Morikawa (森川 ジ ョ ジ? Morikawa được truyền cảm hứng để trở thành một họa sĩ truyện tranh khi đọc Harris no Kaze của Tetsuya Chiba ở trường tiểu học.
Ông là trợ lý của Shuichi Shigeno. Kentaro Miura và Kaori Saki là những trợ lý trong quá khứ phục vụ anh ta.
Hajime no Ippo, tính đến tháng 12 năm 2018, có 123 tankōbon, hoặc tập. Nó đã được chuyển thể thành nhiều bộ anime, bộ đầu tiên xuất hiện vào năm 2000 và được sản xuất bởi studio Madhouse. Sê-ri đầu tiên chứa 76 tập, trong khi sê-ri thứ hai, bắt đầu từ năm 2009, chứa 26. Sê-ri thứ ba, có tên là Hajime no Ippo: Rising, được sản xuất năm 2013 và có 25 tập.
Morikawa đã giành giải thưởng Shogakukan Manga năm 1991 cho tác phẩm Hajime no Ippo.
Ông cũng là chủ sở hữu của phòng tập thể thao JB ở Tokyo.

## Làm
- Silhouette Night (シルエットナイト) (1983)
- Kazuya Now (一矢NOW) (1986) (2 volumes)
- Signal Blue (シグナルブルー) (1986) (2 volumes)
- Hajime no Ippo (はじめの一歩) (1989-ongoing, Kodansha) (117+ volumes)[1][2]
- I'll be Seeing You! (会いにいくよ Ai ni Ikuyo?) (2012) (1 volume)